# Julius Haering
Julius Haering (14. června 1887 Vysočany – 1. srpna 1936 Praha-Královské Vinohrady) byl vrchním technickým radou Elektrických podniků hl. m. Prahy. Díky své literární a přednáškové činnosti byl známý jako popularizátor vědy a kultury. Byl rovněž známý jako místopředseda významného spolku "Komenský".

## Rodinné kořeny
Jeho otcem byl Maxmilián Haering, který byl v době jeho narození zaměstnán na inženýrském postu v První Českomoravské továrně na stroje ve Vysočanech. Jeho matkou byla druhá Maxmiliánova žena Františka, rozená Boudníková. Maxmilián se s ní oženil 26. července 1886 jako vdovec poté, kdy mu 20. 7. 1885 zemřela ve svých 25 letech věku jeho první žena Aloisie (rozená Pracná). Tato první žena mu postupně porodila tři děti, které však zemřely ve velmi útlém věku. Toto první manželství se odehrávalo v Kladně, kde Maxmilián pracoval jako kreslič v hutích. Druhé manželství uzavřel prakticky rok po smrti své první ženy. Maxmiliánovi a jeho ženě Františce se v Praze narodily tři děti – (14. 7. 1891 Julius, 26. 2. 1891 Zdeňka a 26. 11. 1892 Otakar). Mladší bratr Otakar Haering se stal učitelem a byl známý jako spisovatel společenských románů a básník.

## Odborná činnost
Po skončení vysokoškolských studií na strojírenském odboru Českého vysokého učení technického v Praze pracoval rok u firmy Křižík v Karlíně, a poté rok u Pražských elektrotechnických závodů v Praze (dříve Očenášek a spol.). Dne 23. září 1912 pak nastoupil do služeb Elektrických podniků hlavního města Prahy, a to do ústředních dílen elektrických drah, které tehdy byly umístěny v objektu holešovické elektrárny.
Bylo to právě před stěhováním ústředních dílen do objektů v Rustonce, které ale vyžadovaly velké stavební úpravy, aby mohly sloužit potřebám EP hl.m.Prahy. Přišel tedy do plné intenzivní technické i řídící činnosti. Za první světové války byl čtyři roky vedoucím inženýrem dílen vrchní stavby, po válce se vrátil znova do ústředních dílen a stal se přednostou vozoven elektrických drah. Funkci přednosty vozoven pak zastával až do své smrti. Ve své řídící funkci užíval titul „Vrchní technický rada“. V některých zdrojích se jeho funkce uvádí jako vrchní stavební rada, ale na náplni jeho práce a odpovědnosti jeho postavení to nejspíš příliš nemění.
V nekrologu k jeho úmrtí je na něj vzpomínáno jako na „zručného technika a sociálně cítícího představeného, svou mírností získával podřízené i kolegy, byl všemi velmi vážen jak v úřadě, tak i v životě společenském“.

## Společenská činnost
Podrobností o jeho práci a životě se dá najít jen poměrně málo. Např. Kulturním adresáři ČSR z roku 1936 se uvádí:
HAERING Julius Ing., vrchní technický rada Elektr. podniků. - * 14. VI. 1887 Praha. - žena Antonie. - dcera Zdenka. - Je literárně činný jako popularisátor věd. Pořádá technické přednášky a přednášky z kulturní činnosti našich krajanů v zahraničí. - Člen spolku "Komenský" v Praze. - Pseudonym. J. H. Ring. – bydliště Praha XII., Barthouova 62.
Zde se hovoří o jeho literární činnosti, dokonce, že používal pseudonym, ale zatím se nepodařilo najít žádný písemný doklad o této sféře jeho činnosti. Možná je to i z toho důvodu, že tehdy velmi často byly vydávány některé texty nákladem autorova zaměstnavatele, a tyto texty se pak většinou nedostaly do knihoven.
Ale o něco více údajů se podařilo najít o jeho spolkové činnosti, především v činnosti ve spolku Komenský. První zmínku se podařilo najít o jeho činnosti v bubenečském místním odboru tohoto spolku. V letech 1921-22 a 1924-25 byl místopředsedou tohoto místního odboru . Tento spolek byl zaměřen na „podporování a vydržování českých škol za hranicemi Československé republiky“. Postupně v hierarchii tohoto spolku stoupal výš, takže byl nakonec místopředsedou republikového vedení.
Pohyboval se zcela jistě v dobré společnosti. K tomu např. uvádí ročenka Československého ústavu zahraničního z roku 1930 :
„Náhradníky revisorů účtů: Josef Vobořil, likvidátor Všeobecného pensijního ústavu, místopředseda "Komenského" v Praze Ing. Bedřich Vodička, majitel strojnického závodu, předseda národohospodářské komise při Živnostenské akademii v Praze. ČIeny smírčího soudu: předsedou Ing. Rixy, generální konsul v ministerstvu zahraničních věcí v Praze, přísedícími: Ing. Julius Haering, místostarosta spolku "Komenský" v Praze, Augustin Seifert, ředitel kanceláře Národní rady československé v Praze.“
Historie tohoto spolku byla zajímavá a zcela jistě i docela přínosná. Jinak by se v tomto spolku neangažovaly tehdejší významné osobnosti. O činnosti tohoto spolku uvádí např. Politický kalendář občanský a adresář zemí koruny České na rok 1932 :
„Komenský", spolek pro podporu čs. škol zahraničních v Praze je největším útvarem, který pečuje o kulturní, národní a sociální povznesení Čechů a Slováků v cizině. Jeho význam vyniká již z pouhé skutečnosti, že za hranicemi žije na 2 a půl mil. krajanů, jejichž školství je ponejvíce v neutěšeném stavu. Při známé zásadě, že jedině národní školou a knihou v mateřské řeči lze udržeti příslušníky národa v duchovém kontaktu, lze pochopiti i jeho ušlechtilé poslání a jeho význam pro naši republiku. Za 14 let, po které pracuje pro velkou část zahraničních menšin (dříve pouze pro vídeňské Čechy) věnoval "Komenský" na dotčený účel přes 8 mil. Kč. Zasahuje do Rakouska (ročně asi 400 tisíc Kč),...a menšími dary i do jiných států.
Tuto krajanskou péči provádí podle přesného plánu a podle potřeb, které u krajanů nejsou ovšem každoročně stejné...
Protektorem tohoto záslužného spolku, jenž má v republice 44 odbočky, je ministr Bohumír Bradáč, starostou Innocenc Hošťálek, jednatelem Hynek Krpata, pokladníkem Karel Majer, účetním Karel Straka, osvět. referentem dr. František Karas a předsedou společenského odboru ing. Julius Haering, který je zároveň prvním nám. starosty...
Spolek Komenský byl rozpuštěn úřady Protektorátu Čechy a Morava dnem 31.1.1942, tedy několik let po smrti Ing. Haeringa.

## Osobní život
Julius Haering byl dvakrát ženatý. Jeho první ženou byla Anna (roz. Řeháková), s níž se oženil 5.4.1913. Z tohoto manželství se dne 20.7.1913 narodila dcera Zdenka, která se později vdala za Ing. Vladimíra Kruise. Juliova manželka Anna zemřela 29.7.1915.
Julius Haering se poté podruhé oženil dne 27.7.1925 s Antonií (roz. Mynaříkovu), které bylo v době svatby 39 let. V tomto manželství se nenarodilo žádné dítě, nicméně podle dokladů z pojišťovny se v této rodině vykazovala i další osoba Růžena (roz. Mynaříková) nar. 17.7.1911. Jednalo se zřejmě o dceru, kterou si do manželství přivedla jeho druhá manželka Antonie, a Julius ji nejspíše adoptoval.
Z fotografie z pohřbu Julia Haeringa je zřejmé, že se jednalo svým způsobem o společenskou událost, minimálně v rámci Elektrických podniků (čestná stráž spolupracovníků, počet věnců atd.). Ale zcela jistě se připojili i jeho známí a také spolupracovníci z různých dobročinných spolků, v nichž byl Julius činný.